# Самі Буажила
Самі́ Буажила́ (фр. Sami Bouajila; нар. 12 травня 1966, Гренобль, Франція) — французький актор туніського походження.

## Біографія
Самі Буажила народився 12 травня 1966 року в місті Гренобль, Франція. Завдяки батьку-кіноману ще в дитячі роки захопився кінематографом. Навчався спочатку в Консерваторії рідного міста, потім продовжив навчання в Національному Центрі Драматичного Мистецтва в Сент-Етьєні. Під час навчання Самі регулярно грав на сцені драматичного театру і молодого актора стали запрошувати в кіно.

## Кінокар'єра
У великому кіно Самі Буажила дебютував наприкінці 1980-х років. Він зіграв у декількох малобюджетних фільмах, перш ніж його гру відмітили кінокритики. Це була роль у стрічці «Бувай» (1995), у якій Самі виконав одну з головних ролей. Через кілька років Буажилу запросили до Голлівуду, де у фільмі режисера Нормана Цвіка «Облога» (1998) за участю Брюса Вілліса і Дензела Вашингтона він виконав роль одного з арабських терористів, що підірвали автобус в Нью-Йорку. Після участі в голлівудському блокбастері Буажилу помітили на батьківщині і стали дедалі частіше запрошувати на головні ролі.
У 2000 році Самі Буажила втілив на екрані образ «ідеального ізгоя» в розумінні французів, зігравши головну роль в драмі Олів'є Дюкастеля і Жака Мартіно «Пригоди Фелікса». Його герой — молодий гей арабського походження, який інфікований ВІЛ і нещодавно втратив роботу. Але хлопець не зневірюється і їде на пошуки свого батька, зустрічаючи на своєму шліху різних персонажів. Сам фільм було відмічено низкою кінопремій, а Буажила отримав нагороду як найкращий актор-новачок на Кінофестивалі романтичного кіно в Кабурі.
У 2006 році Буажила зіграв одну з головних ролей у воєнній драмі Рашида Бушареба «Патріоти», за що у складі акторського ансамблю (з Жамелем Деббузом, Самі Насері, Рошді Земом та Бернаром Бланканом) отримав Приз за найкращу чоловічу роль на 59-му Каннському кінофестивалі.
Участь Самі Буажили у фільмі режисера Андре Тешіне «Свідки» (2007) принесла йому премію «Сезар» за найкращу чоловічу роль другого плану.
Окрім роботи в кіно Самі Буажила знімається на телебаченні та грає в театрі.

## Фільмографія (вибіркова)
| Рік       |    | Українська назва                                 | Оригінальна назва                                 | Роль              |
| --------- | -- | ------------------------------------------------ | ------------------------------------------------- | ----------------- |
| 1989—2006 | с  | Комісар Наварро                                  | Navarro                                           | Рашид бен Саїд    |
| 1991      | ф  | Гроші                                            | La thune                                          | Камель            |
| 1993      | ф  | Історії кохання погано закінчуються... переважно | Les histoires d'amour finissent mal... en général | Слім Туаті        |
| 1993      | ф  | Час свині                                        | The Hour of the Pig                               | Махмуд            |
| 1994      | ф  | Палацові мовчання                                | Samt el qusur                                     | Лофті             |
| 1995      | ф  | Бувай                                            | Bye-Bye                                           | Ісмаель           |
| 1996      | ф  | Анна Оз                                          | Anna Oz                                           | Марк              |
| 1997      | ф  | Переїзд                                          | Le déménagement                                   | Жан               |
| 1997      | ф  | Артемізія                                        | Artemisia                                         | асистент Тассі    |
| 1998      | тф | Народився десь                                   | Nés quelques part                                 | Дріс Бурафіа      |
| 1998      | ф  | Облога                                           | The Siege                                         | Самір Нажде       |
| 1999      | ф  | Наші щасливі життя                               | Nos vies heureuses                                | Алі               |
| 1999      | ф  | Нерозлучники                                     | Inséparables                                      | Борис             |
| 1999      | кф | Страх порожнечі                                  | La peur du vide                                   |                   |
| 2000      | ф  | Пригоди Фелікса                                  | Drôle de Félix                                    | Фелікс            |
| 2000      | ф  | Прикиньтеся, що мене тут немає                   | Faites comme si je n'étais pas là                 | Том               |
| 2000      | ф  | З вини Вольтера                                  | La faute à Voltaire                               | Жаліль            |
| 2000      | кф | Мила Франція                                     | Douce France                                      |                   |
| 2001      | кф | Новина вежі L                                    | Nouvelle de la tour L                             | дилер             |
| 2001      | ф  | Репетиція                                        | La répétition                                     | Ніколя            |
| 2001      | ф  | Зміни моє життя                                  | Change moi ma vie                                 | Фідель            |
| 2002      | ф  | Осине гніздо                                     | Nid de guêpes                                     | Селім             |
| 2002      | ф  | Цілуй, кого хочеш                                | Embrassez qui vous voudrez                        | Кевін             |
| 2002      | ф  | Життя мене вбиває                                | Vivre me tue                                      | Поль Смайл        |
| 2003      | ф  | Легенда про принцесу Парве                       | La légende de Parva                               | Агні, озвучування |
| 2003      | ф  | Не так серйозно                                  | Pas si grave                                      | Шарлі             |
| 2003      | ф  | Лео грає: В компанії чоловіків                   | En jouant 'Dans la compagnie des hommes'          | Леонард           |
| 2005      | ф  | Перш ніж забути                                  | Avant l'oubli                                     | Алі Реджала       |
| 2005      | ф  | Зайна, завойовниця Атлаських гір                 | Zaïna, cavalière de l'Atlas                       | Мустафа           |
| 2006      | ф  | Патріоти                                         | Indigènes                                         | Абделькадер       |
| 2006      | ф  | Братерство каменю                                | Le concile de pierre                              | Люка              |
| 2007      | ф  | Свідки                                           | Les témoins                                       | Мехді             |
| 2007      | ф  | 24 міри                                          | 24 mesures                                        | Кріс              |
| 2007      | ф  | Бандити в масках                                 | Le dernier gang                                   | Каса              |
| 2009      | ф  | Річка Лондон                                     | London River                                      | імам              |
| 2009      | ф  | Замкнене коло                                    | Le premier cercle                                 | інспектор Соньє   |
| 2009      | ф  | Свята Вікторія                                   | La sainte Victoire                                | Ясін Гесміла      |
| 2009      | ф  | Свистун                                          | Le siffleur                                       | Карім Шауш        |
| 2010      | ф  | Поза законом                                     | Hors la loi                                       | Абделькадер       |
| 2010      | ф  | Випадковий роман                                 | De vrais mensonges                                | Жан               |
| 2011      | ф  | Омар мене убити                                  | Omar m'a tuer                                     | Омар Раддад       |
| 2011      | ф  | Білий квадрат                                    | Carré blanc                                       | Філіп             |
| 2014      | ф  | Кохання на Різдво                                | Divin enfant                                      | Жан               |
| 2014      | ф  | Дьогтю і пір'я                                   | Du goudron et des plumes                          | Крістіан          |
| 2015      | ф  | Буря                                             | Orage                                             | Набіль            |
| 2015      | ф  | Грабіжники                                       | Braqueurs                                         | Яніс Зері         |
| 2015      | ф  | Щасти, Алжире                                    | Good Luck Algeria                                 | Сем               |
| 2016      | ф  | Писар                                            | Scribe                                            | Лабарте           |
| 2024      | ф  | Ворон                                            | The Crow                                          |                   |

## Визнання

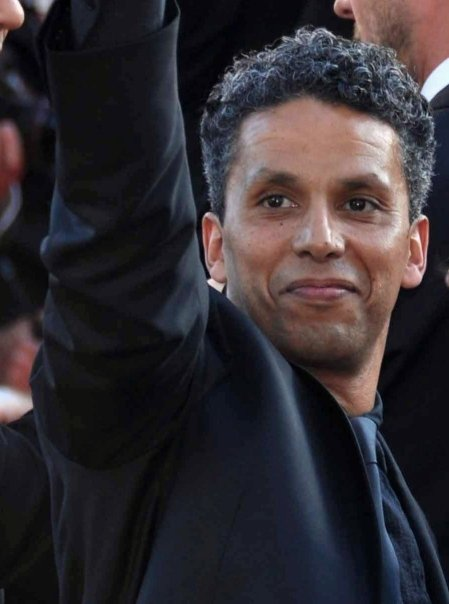
На Каннському кінофестивалі, 2009

| Кінофестиваль «Актори кіно»          |                                                                |                                            |           |
| 1992                                 | Приз Мішеля Симона найкращому акторові                         | Гроші                                      | Номінація |
| Кінофестиваль в Салоніках            |                                                                |                                            |           |
| 1995                                 | Найкращий актор                                                | Бувай                                      | Перемога  |
| Кінофестиваль у Кабурі               |                                                                |                                            |           |
| 2000                                 | «Золотий Сван» найкращому молодому акторові                    | Пригоди Фелікса                            | Перемога  |
| Каннський міжнародний кінофестиваль  |                                                                |                                            |           |
| 2006                                 | Приз за найкращу чоловічу роль (у складі акторського ансамблю) | Патріоти                                   | Перемога  |
| Премія «Сезар»                       |                                                                |                                            |           |
| 2008                                 | Найкращий актор другого плану                                  | Свідки                                     | Перемога  |
| 2012                                 | Найкращий актор                                                | Омар мене убити                            | Номінація |
| Дубайський міжнародний кінофестиваль |                                                                |                                            |           |
| 2015                                 | Нагорода за життєвий внесок у кінематограф                     | Нагорода за життєвий внесок у кінематограф | Перемога  |